# 达朱王国
达朱王国是一个中世纪君主制国家，位于今苏丹境内的达尔富尔地区，存世时间可能介于12至15世纪间。其国名源于统治族群达朱人。达朱王国最终被通朱尔人推翻，末代国王随后逃往今乍得境内。关于达朱王国的史料来源几乎全部是19世纪和20世纪收集的当地口述传统，以及中世纪阿拉伯历史学者的零星提及。

## 历史
根据口述传统，达朱人从东部或南部迁入达尔富尔，很可能来自努比亚的沉迪地区。达朱语与诺宾语高度相似，词汇匹配率达10%至25%。考古学家阿尔凯尔指出，达朱陶器与晚期库施王国的陶器几乎无法区分。达朱人进入达尔富尔后，可能取代了当地的托拉文化。达朱人在马拉山南部建立王国，并由此向南部和东南部邻近地区施加影响力。自12世纪起，多位阿拉伯史学家提及该王国。首位记载者是西西里学者伊德里西，1154年著述，描述其兴盛于王国加涅姆与努比亚之间。达朱人当时属异教徒，常遭邻邦劫掠。他描述达朱人以饲养骆驼为生的游牧生活，仅有塔朱瓦（Tajuwa）和萨姆纳（Samna）两座城镇。据称萨姆纳后遭努比亚总督摧毁。一个多世纪后，伊本·赛义德记载达朱人已部分伊斯兰化，并成为加涅姆的附庸。阿尔凯尔推测加涅姆此时不仅控制达尔富尔，其势力更东扩至尼罗河谷，但此帝国在杜纳马·达巴莱米死后崩溃。不过加涅姆对达尔富尔的统治地位论仍存争议。14世纪末至15世纪初的马克里齐复述伊本·赛义德记载，补充说明达朱人擅长石工技艺，曾与未知族群瓦特库人（Watkhu）作战。
15世纪，通朱尔人进入达尔富尔，于马拉山北部建立政权并与达朱王国并存。达朱最终在不明情况下被夺权，末代达朱王（口述传统多称其名为艾哈迈德·达吉）流亡至今乍得境内，其后裔成为达尔西拉苏丹。达尔西拉的达朱口述将此次迁徙记为18世纪初，但此说偏晚。鲍尔弗·保罗认为更符合史实的时间应为15世纪末。

## 政府
勒内·格罗斯（René Gros）认为达朱王国的组织结构较为原始，其统治基础主要依赖军事支配。直至通朱尔政权时期，才建立起精密的国家治理体系。达尔富尔地区对达朱政权并无好感，其统治常被等同于暴政。后世记忆中，达朱诸王既是异教徒，又被视为无知者，更是马拉山外平原地区的劫掠者。达朱君主可能实行神圣王权统治。参照非洲其他神圣王权体系，这意味着国王通常不公开露面，并被赋予超自然法力。其君主头衔可能为布古尔（Bugur），即现代达朱语布格（意为“苏丹/酋长”）的变体。每位国王均建有专属宫殿居所。达朱君主死后可能葬于德里巴湖群附近，这处位于马拉山顶的火山湖群直至20世纪仍是重要的朝圣与神谕场所。

## 与中世纪努比亚的贸易和文化联系

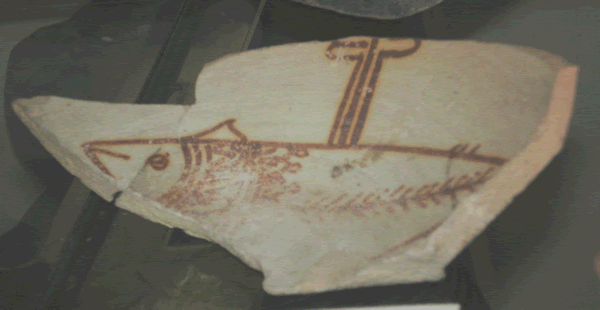
据称在艾因法拉发现的两件努比亚陶器残片之一

12世纪犹太商人图德拉的本杰明记载，努比亚阿勒底亚王国的贸易网络终点位于利比亚宰维拉，表明该贸易路线穿越达尔富尔地区。据称在艾因法拉发现了两件可追溯至6世纪中期至1100年间的基督教努比亚陶器残片。有学者提出，中世纪努比亚文化的某些元素，例如作为王室徽饰组成部分的佩囊正是通过达尔富尔地区传入乍得盆地。

### 引用
1. 1 2  McGregor 2011，第131頁.
2. ↑  Beswick 2004，第21頁.
3. ↑  McGregor 2000，第50頁.
4. 1 2 3  McGregor 2000，第34頁.
5. ↑  McGregor 2000，第221頁.
6. ↑  McGregor 2000，第52-53頁.
7. ↑  Arkell 1952，第264-265頁.
8. ↑  McGregor 2000，第175頁.
9. ↑  McGregor 2000，第36頁.
10. ↑  McGregor 2000，第221-222頁.
11. ↑  McGregor 2000，第222頁.
12. ↑  McGregor 2000，第45-46頁.
13. 1 2  McGregor 2000，第42頁.
14. ↑  McGregor 2000，第47頁.
15. 1 2  McGregor 2011，第132頁.
16. ↑  McGregor 2000，第46頁.
17. ↑  Arkell 1951，第236頁.
18. ↑  McGregor 2000，第46, note 67頁.
19. ↑  McGregor 2000，第55-57頁.
20. ↑  Zarroug 1991，第87&98頁.
21. ↑  McGregor 2011，第134頁.
22. ↑  Welsby 2002，第87頁.